# Ælfflæd (dochter van Ceolwulf)
Ælfflæd was een Merciaanse prinses uit het midden van de 9e eeuw.

## Context
De geschiedenis van Mercia in de 9e eeuw is slechts bekend door een gebrek aan contemporaine bronnen. Daarenboven wordt het onderzoek naar deze periode ook moeilijk door het feit dat er constante gevechten om de troon werden geleverd tussen meerdere families, waarvan de mannelijke leden meestal namen hadden met dezelfde letters: op basis hiervan maakt met een onderscheid tussen de zogenaamde C-, W- en B-linies, zonder dat deze familielijnen tussen de leden altijd even duidelijk zijn.

## Biografie
Over het bestaan van Ælfflæd wordt pas gesproken in bronnen die dateren van ná de Normandische verovering van Engeland, waarvan de voornaamste de hagiografie van haar zoon Wigstan is die in de 12e eeuw door Thomas van Marlborough in de abdij van Evesham werd geschreven. Daarnaast wordt ze ook door Willem van Malmesbury vermeld,  en ook Jan van Worcester noemt haar als moeder van Wigstan.
Volgens deze teksten was Ælfflæd een dochter van Ceolwulf I, die van 821 tot 823 over Mercia heerste. Zij huwde Wigmund, de zoon van Wiglaf, een opvolger van Ceolwulf afkomstig uit een andere linie die tussen 827 en 839 regeerde. Dit huwelijk was mogelijk een manier voor Wigmund om zijn legitimiteit te verhogen. Het paar had een zoon, Wigstan. Na de dood van Wigmund vroeg een zekere Beorhtfrith, zoon van Beorhtwulf, de opvolger van Wiglaf, aan Wigstan - die voor een religieus leven had gekozen in plaats van het koningschap - naar de hand van Ælfflæd, maar deze weigerde dit omdat Beorhtfrith niet alleen verwant was met zijn vader maar ook zijn eigen dooppeter was. Ontevreden met dit antwoord doodde Beorhtfrith daarop Wigstan, een gebeurtenis die in 849 plaatsvond.
Dit verhaal, dat mooi de turbulente periode illustreert die Mercia in die tijd doormaakte, is algemeen aanvaard door hedendaagse historici, zelfs al zijn bepaalde details (zoals het feit dat Wigmund koning zou zijn geworden) niet bevestigd door bronnen uit die periode. Het verhaal is mogelijk gebaseerd op een vita uit de 9e eeuw.
Ze was mogelijk ook abdis van de abdij van Winchcombe na de dood van haar nicht Cwœnthryth (827), wat wordt afgeleid uit het feit dat ze omstreeks 850 eigendom van deze abdij wegschonk. Ze was mogelijk ook de moeder van Ceolwulf II.